# Chockvåg

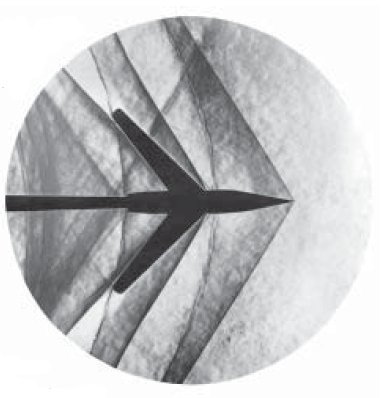
Chockvågor associeras ofta med överljudsflygplan. Här är ett schlierenfoto taget i en vindtunnel. Hastigheten är mach 1,11 vilket ger en chockvågsvinkel på ca 64°.

I fysiken är en chockvåg, chockfront eller helt enkelt chock är en front som bildas då den relativa farten mellan ett flöde (vind) och en kropp (eller annat hinder, till exempel ett annat flöde) är högre än signalhastigheten i mediet. Denna typ av chockvåg kallas ofta en bogchock. Ibland kan ordet också användas om en mycket stark våg som skapats på annat vis. Chockvågor karakteriseras av en abrupt ändring i mediets egenskaper, till exempel tryck, temperatur och täthet.

## Överljudsflygning

En knall kan höras när chockvågen passerar

Överljudsflygning är det kanske mest kända exemplet, som de flesta associerar till när de hör ordet chockvåg. I detta fall är flödet luft, kroppen är flygplanet och signalhastigheten är ljudhastigheten i luften. Figuren till höger illustrerar vad som då kan hända: först hör en observatör på marken ingenting, men nås sedan av en koncentration av ljudets energi när chockvågen passerar. Chockvågens vinkel blir spetsigare ju fortare flygplanet flyger. Den så kallade machvinkeln är arcsin(1/M).

## Vattenströmning i diskhon

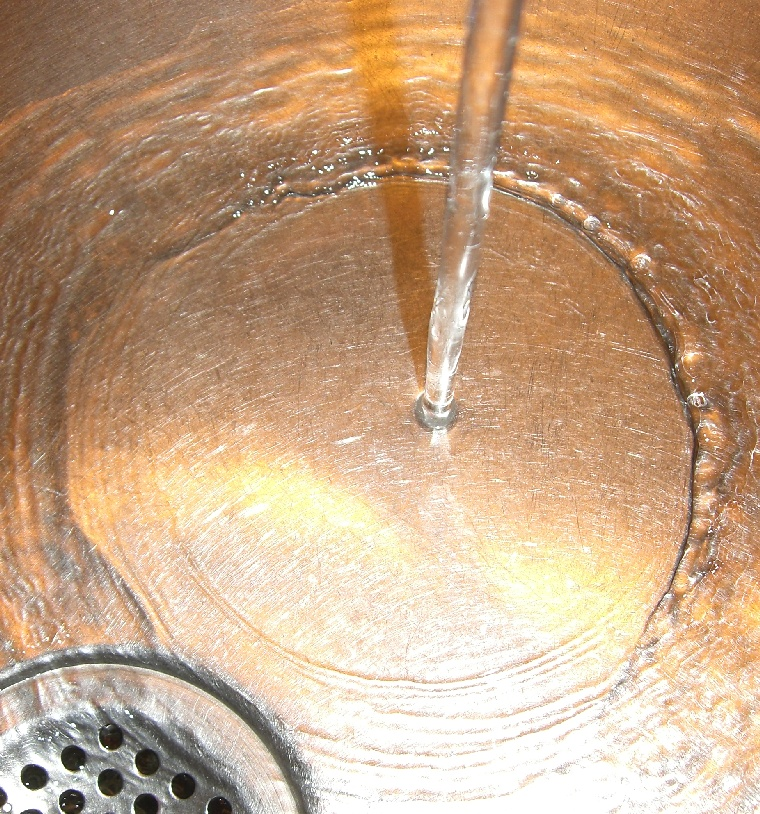
En chockvåg i köksvasken.

Mindre känt är att chockvågor är vanliga i vår vardag. Bilden till höger visar ett vanligt fenomen i köksvasken: vattnet strömmar snabbt och nästan rakt ut från den punkt där vattenstrålen träffar hons botten, men en bit bort ökar vattendjupet plötsligt och strömningshastigheten går ned. Om man stoppar ner fingret i vattnet nära strålen, bildas en våg bakom fingret. Denna våg kan liknas vid chockvågen bakom ett flygplan i överljudsfart.
Vattnets strömningshastighet minskar kraftigt från strålen ut till kanterna. Nära strålen är vattenströmmen jämn utan virvlar, laminär. Den förblir laminär så länge vattenhastigheten är större än vågutbredningshastigheten. När vattnets hastighet minskar under vågutbredningshastigheten, kommer små ojämnheter i botten på vasken att ge störningar framåt i strömningen, så att den börjar virvla, blir turbulent. Den plötsliga fronten kallas omslagspunkten.

## Chocker i rymden

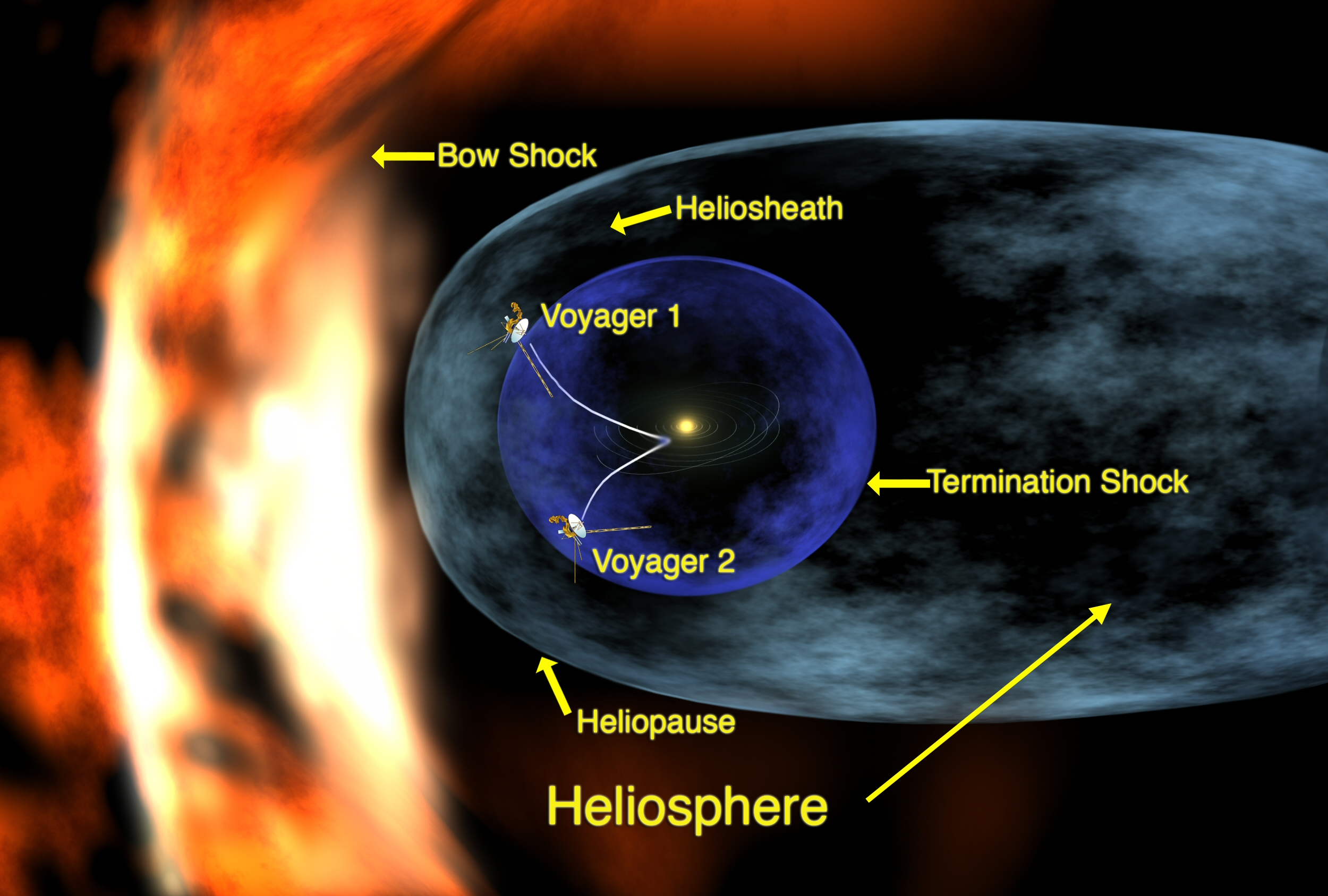
Två chockfronter bildas då solvinden möter det interstellära mediet: en yttre bogchock (eng. bow shock) och en inre chock (terminalchock, eng. termination shock). Rymdsonden Voyager 1 har nått den inre chocken.

Chocker är vanligt förekommande i rymden och därmed ett forskningsområde inom rymdfysik och astrofysik. Bilden till höger visar vad som händer när solvinden, ett ständigt plasmaflöde från solen, möter det interstellära mediet, alltså plasmat mellan stjärnorna. Den inre bubblan, blåtonad i denna bild, har solen i sin mitt och innesluter hela planetsystemet. I denna blåser solvinden nästan rakt utåt från solen med supersonisk (snabbare än ljudhastigheten i solvindsplasmat) och super-Alfvénisk (snabbare än hastigheten hos Alfvénvågor). Samtidigt rör sig vår sol jämfört med det omgivande interstellära mediet, och också denna hastighet är supersonisk och super-Alfvénisk. Följden blir en yttre bogchock (eng. bow shock), där det interstellära mediet saktas in, och en inre chock (terminalchock, eng. termination shock) där solvinden saktas ned. Vid heliopausen (eng. heliopause, en gräns som inte är en chockvåg) blandas de båda flödena.
Man kan notera att den inre chocken har ungefär samma geometri som i fallet med köksvasken ovan, fast det i rymden är fråga om ett flöde i tre dimensioner, inte ett (nästan) tvådimensionellt flöde som i köksvasken. Bogchocken har däremot en geometri liknande den framför ett överljudsflygplan. Vid såväl den inre chocken som bogchocken ökar täthet och temperatur, och det skapas en mängd vågaktivitet.
Liknande chocker är mycket vanliga i rymden. Framför en magnetosfär, till exempel jordens, bildas en bogchock mot solvinden, och det gör det även framför omagnetiserade himlakroppar med jonosfär, till exempel Venus, Mars och kometer. Chocker är också vanliga runt stjärnor, speciellt unga heta stjärnor med stark stjärnvind, och kan även ses framför en del galaxer. Bogchocken framför jordens magnetosfär är den mest lättillgängliga av dessa, och är därför den bäst studerade av alla chocker i rymden, framför allt genom ESAs satellitprojekt Cluster.
En speciell egenskap hos chocker i rymdplasma är att de är så kallade kollisionsfria chocker. Rymdplasmat är nästan överallt så glest att partiklarna i plasmat nästan aldrig kolliderar. Istället kan chocker (och andra vågor) i rymdplasma finnas genom att partiklarna växelverkar med varandra genom elektromagnetiska fält.